# Jean Bruller
Jean Bruller (París, 26 de febrer de 1902 - 10 de juny de 1991) va ser un il·lustrador i escriptor francès. Va adoptar el pseudònim literari de Vercors el 1941 durant la Resistència francesa. Posteriorment, va mantenir el seu cognom per la seva feina com a artista i el seu pseudònim com a nom d'escriptor. La seva obra més famosa és Le Silence de la mer, publicada clandestinament l'any 1942.

## Biografia
Jean Bruller era fill de mare francesa (Ernestine Bourbon, professora) i de pare jueu-hongarès (Louis Bruller). La història del seu pare va inspirar el conte La Marche à l'étoile, publicat durant l'ocupació nazi. Louis Bruller va tornar a París el 1880 atret per la idea de França com a lloc de llibertat i de les arts. Allà va posar en marxa una llibreria d'autors com Honoré de Balzac, Victor Hugo, Eugène Sue, Paul Féval o Jean de La Hire. Anys més tard, va vendre la llibreria i va invertir en el sector immobiliari al 14è districte de París.
Jean Bruller va completar els seus estudis primaris i secundaris a l'École alsacienne de París. Després va ingressar a l'École Breguet per a formar-se com a enginyer graduant-se l'any 1923.
A partir de 1921, esdevingué dibuixant i il·lustrador seguint la tradició de Gus Bofa. Va publicar els seus primers dibuixos a la revista Sans-Gêne gràcies a Maxime Ferenczi, amic del seu pare. Va escriure les seves primeres columnes «Les Propos de Sam Howard» en el setmanari Paris-Flirt entre 1923 i 1924 sota la influència dels Contes profitable d'Anatole France. Va signar els seus dibuixos amb el seu pseudònim de Joë Mab. L'any 1923 va participar al Salon des humoristes i, el juny del mateix any, va crear la seva pròpia revista d'humor que va titular L'Ingénu, en homenatge a Voltaire. El 1924 va seguir la seva formació militar a l'École Spéciale Militaire de Saint-Cyr. En acabat, va fer sis mesos de servei militar a Tunis, fins a la primavera de 1925. De tornada a París, Buller va treballar a l'editorial Fernand Nathan i va il·lustrar l'àlbum Frisemouche fait de l'auto, on es descriuen les aventures de la citroënnette, un model d'automòbil reduït creat per André Citroën per a seduir els pares a través dels seus fills.
Va produir el seu primer àlbum de dibuixos i textos l'any 1926: 21 recettes pratiques de mort violente. El 1930, va il·lustrar l'àlbum infantil Patapoufs et Filifers, una faula d'André Maurois sobre les malifetes de la segregació social. El 1931 es va casar amb Jeanne Barrusseaud i la parella que es va separar el 1948.
Pacifista fins al 1938, fou mobilitzat durant la Segona Guerra Mundial a Morç, prop de Rumans, al peu del massís del Vercors. Després es va unir a la Resistència encoratjat per Pierre de Lescure. Bruller va adoptar llavors el pseudònim de Vercors, nom de l'esmentada serra segons un procés utilitzat per molts resistents. A la tardor de 1941, amb Pierre de Lescure va fundar Les Éditions de minuit, una editorial clandestina on i hi va publicar el conte Le Silence de la mer. Bruller és el dissenyador del logotip amb l'estrella de Les Éditions de minuit que s'utilitza des de 1945. També va participar al Comité national des écrivains i al Mouvement de la paix. Va escriure les seves memòries a La Bataille du silence.
En protesta contra la tortura practicada a la guerra d'Algèria, el 1957 Vercors va retornar la seva Legió d'Honor al President de la República Francesa, René Coty. El 1960, va ser, amb Jean-Paul Sartre, un dels signants del Manifest de 121 escriptors i artistes que van declarar «el dret a la insubordinació a la guerra d'Algèria». Va ser membre de la redacció del diari clandestí Vérité-Liberté que va publicar-ne el manifest.
Vercors va dedicar Le Silence de la mer a «la memòria de Saint-Pol-Roux, poeta assassinat». També és conegut per una novel·la filosòfica, Les Animaux dénaturés, de la qual es va extreure l'obra Zoo ou l'assassin philanthrope. Després de morir, la seva segona esposa, Rita Barisse (1917-2001), va traduir algunes de les seves obres a l'anglès. L'arxiu de l'escriptor està dipositat a la Biblioteca Literària Jacques-Doucet de París.
Una placa en memòria del Vercors i Les Éditions de minuit va ser col·locada l'any 1992 al Pont des Arts, a París, en memòria dels exemplars clandestins que s'intercanviaven en aquest pont sota l'ocupació nazi. L'any 2018, l'artista estatunidenc Lutz Bacher va presentar The silence of the sea, en referència al conte de Vercors, per a la inauguració de Lafayette Anticipations, una galeria d'art a París dissenyada per Rem Koolhaas.

## Obra publicada

### Àlbums
- 21 recettes pratiques de mort violente précédées d'un Petit Manuel du Parfait Suicidé, chez l'artiste, 1926. Réédition: Rome, Portaparole, 2010.
- Hypothèses sur les amateurs de peinture, 16 lithographies, chez l'artiste, 1927.
- Un homme coupé en tranches, Paris, Paul Hartmann, 1929.
- Le mariage de monsieur Lakonik, Paris, Paul Hartmann, 1930.[12]
- Nouvelle clé des songes, avec vingt aquarelles de l'auteur représentant les rêves typiques, Paris, Creuzevault, 1934.
- L'enfer, 27 aquarelles, Paris, Aux Nourritures Terrestres, 1935.
- Visions intimes et rassurantes de la guerre, Paris, Aux Nourritures Terrestres, 1936.
- Silences, huit estampes dessinées, gravées, imprimées et coloriées à la main, Paris, Aux Nourritures Terrestres, 1937.
- La Danse des vivants (1932-1938):
  - Les Relevés Trimestriels, 12 fascicules, 120 dessins, Paris, Aux Nourritures Terrestres, 1932, 1933 et 1934.
  - Première suite aux Relevés Trimestriels, 20 dessins, Aux Nourritures Terrestres, 1935.
  - Les Relevés trimestriels no 15 et 16, 2 fascicules, 20 dessins, 1938.
- La Danse des vivants, recueil des 160 dessins des Relevés trimestriels, édition critique établie par Alain Riffaud, Création et Recherche, Le Mans, 2000.

### Il·lustració
- Dessins dans Sans Gêne, Paris-Flirt, L'ingénu, Les Échos Parisiens, Le Rire, Fantasio, Allô Paris, Les Annales, Marianne, Vendredi (années 1920 et 1930).
- Alphonse Crozière, Frisemouche fait de l'auto, Éditions enfantines Citroën, 1926.
- Hermin Dubus, Pif et Paf, les deux garnements, Paris, Fernand Nathan, 1927.
- Hermin Dubus, Pif et paf naviguent, Paris, Fernand Nathan, 1928.
- Hermin Dubus, Pif et Paf chez les cannibales, Paris, Fernand Nathan, 1929.
- Alphonse Crozière, Loulou chez les nègres, paris, Fernan Nathan, 1929.
- André Maurois, Deux fragments d'une histoire universelle, 1992, Paris, Paul Hartmann, 1929.
- Edgar Allan Poe, Le Corbeau, chez l'artiste, 1929.
- André Chamson, Compagnon de la nuée, Paris, Paul Hartmann, 1929.
- Rudyard Kipling, Comédie en marge du monde, Paris, Paul Hartmann, 1930.
- André Maurois, Patapoufs et Filifers, Paris, Paul Hartmann, 1930.
- Rudyard Kipling, Puck de la Colline, Paris, Paul Hartmann, 1931.
- 10 légendes en marge du livre, par S. Sylvestre de Sacy, Creuzevault, 1931.
- Pétanque de Toulon, 1932.
- Les Plaideurs, par Jean Racine, Les Bibliophiles du Palais, 1933.
- Paul Silva-Coronel, Couleurs d'Égypte, 1935.
- Baba Diène et Morceau-de-Sucre, par Claude Aveline (N.R.F., 1937), illustré de 30 dessins par Jean Bruller. Ouvrage naïf destiné à l'apprentissage du français par les Japonais.
- Silence, suivi de Ombres et L'île de la fée par Edgar Poe, 1941 (traduction de Charles Baudelaire).
- Les Stances du vieux matelot, par Samuel Coleridge, 1942 (traduction de Jean Bruller).
- Reproductions de tableaux de maîtres par le procédé «La callichromie» (Léger, Braque, Monet, Renoir, Van Gogh, Picasso, Degas, Pissarro, Sisley…) (1952-1958).
- Les Silences de Vercors, réunissant Silences, Ombres, Les Stances du vieux matelot, édition critique établie par Alain Riffaud, Le Mans, Création et Recherche, 2002.

### Contes
- Le Silence de la mer, 1942.
- La Marche à l'étoile, 1943 (inclus dans le recueil de nouvelles Le Silence de la mer).
- Ce jour-là, 1943 (inclus dans le recueil de nouvelles Le Silence de la mer).
- Le Songe, 1943 (inclus dans le recueil de nouvelles Le Silence de la mer.
- L'impuissance, juillet 1944 (inclus dans le recueil de nouvelles Le Silence de la mer).
- Le Cheval et la Mort, 1944 (inclus dans le recueil de nouvelles Le Silence de la mer).
- L'imprimerie de Verdun, 1945 (inclus dans le recueil de nouvelles Le Silence de la mer).
- Les Armes de la nuit, 1946.
- Les Yeux et la Lumière, Albin Michel, 1948.
- La Puissance du jour, Albin Michel, 1951.
- Sur ce rivage, I - III, Albin Michel, 1958-1960.
- Clémentine, 1959.
- Sept sentiers du désert, Presses de la Cité, 1972.
- Le Piège à loup, 1979.

### Novel·les
- Les Animaux dénaturés, Albin Michel, 1952.
- Colères, Albin Michel, 1956.
- Sylva, Grasset, 1961.
- Quota ou les Pléthoriens avec Paul Silva-Coronel, Stock, 1966.
- Le Radeau de la Méduse, Presses de la Cité, 1969.
- Sillages, Presses de la Cité, 1972.
- Comme un frère, Plon, 1973.
- Tendre naufrage, Plon, 1974.
- Les Chevaux du temps, Tchou, 1977.
- Le tigre d'Anvers, Plon, 1986.

### Teatre
- Zoo ou l'Assassin philanthrope, 1963, adaptation théâtrale des Animaux dénaturés, Avant-Scène Théâtre no 316, 1964, Galilée, 1978.
- Œdipe Roi, 1967.
- Le Fer et le Velours, 1969.
- Théâtre, 1978.

### Altres
- Les propos de Sam Howard, recueillis par Joë Mab (1923-1924). Réédition: Rome, Portaparole, 2011.
- Chroniques bibliophiles, La Quinzaine Critique (fin des années 1920), Arts et Métiers Graphiques (années 1930).
- Le Sable du temps, essai, Emile Paul, 1945.
- Les Mots, 1944., essai, Emile Paul, réédité par Actes-Sud, 1994.
- Souffrance de mon pays, essai, Emile Paul, 1945.
- Portrait d'une amitié, essai, Albin Michel, 1946.
- Plus ou moins homme, essai, Albin Michel, 1948.
- Les Pas dans le sable, essai, Albin Michel, 1954.
- Les Divagations d'un Français en Chine, essai, Albin Michel, 1956.
- P. P. C. Pour prendre congé, essai, Albin Michel, 1957.
- Goetz (un écrit sur l'art), essai, Le Musée de poche, 1958.
- Les Chemins de l'être, essai (échange de lettres avec Paul Misraki), Albin Michel, 1965.
- La Bataille du silence, mémoires, Presses de la Cité, 1967.
- Les Contes des cataplasmes, contes pour enfants, Rouge et Or, 1971.
- Questions sur la vie à MM. les biologistes, essai, Stock, 1973.
- Tendre Naufrage, 1974.
- Ce que je crois, essai, Grasset, 1975.
- Sens et non-sens de l'Histoire, essai, Galilée, 1978.
- Je cuisine comme un chef, Seghers, 1976.
- Camille ou l'enfant double, pour enfants, Rouge et Or, 1978.
- Assez mentir !, essai, Ramsay, 1979.
- Moi Aristide Briand: Essai d'autoportrait, essai, Plon, 1981.
- Cent ans d'histoire: I. Moi, Aristide Briand, 1981, II. Les occasions perdues, 1984, III. Les nouveaux jours, 1985, Presses de la Cité.
- Ann Boleyn, Perrin, 1985.
- Costumes et décor de L'orphelin de Chine de Voltaire, mise en scène Jean Mercure, Comédie-Française, Paris, 1965.